# 银厂乡
银厂乡，是中华人民共和国四川省凉山彝族自治州西昌市曾经下辖的一个乡。2019年12月，撤销巴汝乡、白马乡和银厂乡，设立巴汝镇，以原巴汝乡、原白马乡、原银厂乡所属行政区域为巴汝镇的行政区域。

## 行政区划
银厂乡撤销前下辖以下地区：
甘边村、马鹿村、哨房村和巴折村。